# 우스이 뎃페이
우스이 뎃페이(일본어: 碓井 鉄平, 1991년 11월 3일 ~ )는 일본의 축구 선수이다.

## 구단 경력
그는 2014년부터 2024년까지 J리그의 V-파렌 나가사키, AC 나가노 파르세이루, 더스파구사쓰 군마, 카탈레 도야마에서 활동하였다.